# Воспитатељ женски (часопис)
Воспитатељ женски (оригинални наслов: Воспитатель женскіӣ) је први женски часопис објављен у Србији. Покренуо га је 1847. године Матија Бан, српски професор, политичар и дипломата, који је у то време био васпитач деце кнеза Александра Карађорђевића. Објављено је само три броја пре него што је престао са излажењем.

## Историја
Први женски часопис у Србији - Воспитатељ женски, покренуо је Матија Бан, васпитач деце кнеза Александра Карађорђевића, 1847. године. Био је намењен „красном полу јужнословенских народа". Намера издавача је била да утиче на просвећивање српских жена и на подизање њихове културе. Колико је познато, изашле су три свеске овог часописа. Идеје које је Бан заступао о женама биле су за тадашње српско друштво врло револуционарне, часопис је штампан на народном језику, па је једна од предтпоставки да је због тога било забрањено његово излажење. Међутим, Воспитатељ женски дочекан је у Кнежевини Србији са великим интересовањем. Претплатници су били и мушкарци и жене, а читаоци су Бану слали бројна питања о темама које их интересују. Зато је друга претпоставка да је излажење овог часописа прекинула Мађарска револуција, која је избила 1848. године, убрзо након покретања часописа.
У прилог овом другом мишљењу иде и чланак у листу Подунавка, који је излазио недељно од 1843. до 1848. као додатак “Српских Новина” и доносио чланке и прилоге из језика и књижевности, као и разноврсне кратке вести. Чланак је у броју 45, од 14. новембра 1847. године, објавио Дубровчанин Петар Мариновић, учитељ у Ужицу, под насловом „Поздрав Воспитатељу женском”.
Занимљиво је да је први часопис намењен женама у Србији, Воспитатељ женски, почео да излази готово два века пошто је у Британији објављен први такав часопис.

## Уредници и аутори прилога
Осим Матије Бана, у часопису су сарађивали и књижевници Милан Милићевић и Милорад Шапчанин.

## Изглед и садржај часописа
Часопис је писан славеносрпским језиком, који је облик српског језика који је био у доминантној употреби крајем 18. и почетком 19. века међу образованим слојевима српске грађанске класе. Писан је славеносрпском (предвуковском или нереформисаном) ћирилицом.
Садржи књижевне, али и едукативне прилоге, какви су поуке из медицине, текстови о васпитању и нези деце, вођењу домаћинства. Такође су заступљене и теме из области етике, науке, историје, географије, али и вести о акцијама жена у свету, положају жене у словенским земљама и друго.
Часопис није био илустрован, изузев једне илустрације на полеђини корица, која је пратила неки од прилога.

### Рубрике
- Први део - Забавник доноси једно књижевно дело и обраду истог, животопис славних жена, збирку знаменитих словенских жена и мешанија, односно чланке о народним обичајима, митологији, анегдотама из живота познатих и сличне занимљивости.
- Други део - Поученија домаћа доноси рубрике: Правонаравије (или васпитање), Учтивост (или бонтон), Домовство (или домаћинство), Лекарство домаће, рубрику о васпитању деце и др.
- Трећи део - Књижевност славјанска доноси чланке о словенској и јужнословенској књижевности.
- Четврти део - науке доноси чланке о историји, географији и другим наукам.

Рубрика Поученија домаћа наставила је свој живот у часопису Домаћица, првом женском часопису који је у Србији излазио континуирано и то све до Другог светског рата, а почео је да излази 1879. године.
- Посвета словенским женама у првом броју
- Рубрика: Биографије познатих жена
- Рубрика: Медицински савети
- Научна рубрика

## Спољашњи извори
- Бан, Матија (1847). „Воспитатељ женски. Св. 2”. Приступљено 21. 9. 2020.
- Бан, Матија (1847). „Воспитатељ женски. Св. 3”. Приступљено 21. 9. 2020.
- Nikolić, Jovan (18. 5. 2007). „Ženske priče i prve modne revije”. Glas javnosti. Архивирано из оригинала 02. 10. 2020. г. Приступљено 23. 9. 2020.